# Martin Kaufmann
 (novembre 2018).
Si vous disposez d'ouvrages ou d'articles de référence ou si vous connaissez des sites web de qualité traitant du thème abordé ici, merci de compléter l'article en donnant les références utiles à sa vérifiabilité et en les liant à la section « Notes et références ».
Martin Kaufmann, né à Etterbeek le 18 novembre 1935, est un facteur d'orgue, de clavecins et de pianos, dont la famille est originaire du Danemark. Son père Knud Kaufmann, né en 1909, s'est établi en Belgique en 1934.
Ses enfants sont Knud Barsö, Martin; Eric. Seuls Knud Barsö, Martin Knud et Eric travaillent à Bruxelles.[pas clair]

## Biographie
Martin Knud Kaufmann est un facteur de pianos et de clavecins, fils de Knud Barsö. 
Il reçoit une formation d'ingénieur électronique puis commence en 1957, sous la direction de son père Knud, la facture de clavecins, d'épinettes et de clavicordes. Il reconstitue des modèles d'instruments anciens, notamment le clavicymbalum (clavecin primitif) du traité d'Arnault de Zwolle de 1440. En 1969 il crée le miniclavecin qui est sélectionné par le Design Centre de Bruxelles. Depuis 1970, il s'occupe seul de la fabrication ; le 1er juin 1984, il succède à son père à la tête de la maison Kaufmann. Parallèlement à la facture d'instruments, il importe de grandes marques de pianos tels Bösendorfer et Ibach. Depuis mars 1985, Martin Kaufmann renoue avec la tradition en livrant sur le marché des pianos droits modernes munis de sa marque.